# Ivan Krylov

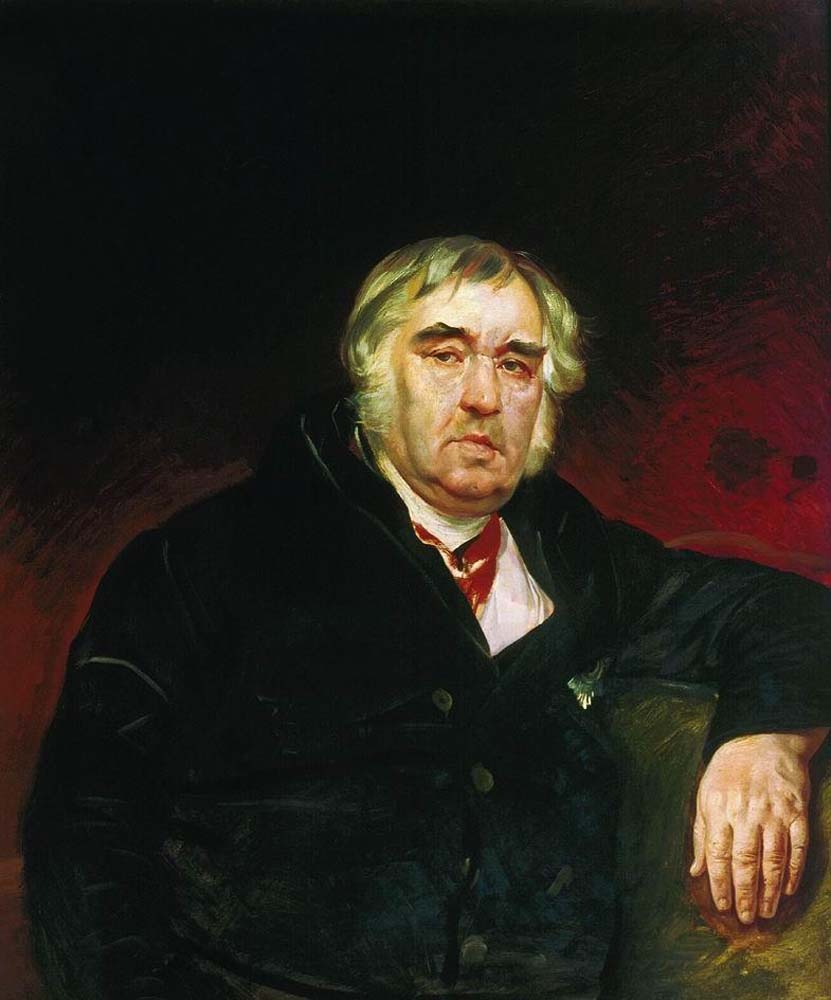
Ivan Krylov naar een schilderij van Karl Brjoellov

Ivan Andrejevitsj Krylov (Russisch: Иван Андреевич Крылов) (Moskou, 13 februari 1769 — Sint-Petersburg, 21 november 1844) was een Russisch fabelschrijver.

## Levensloop en maatschappelijke carrière
Krylov werd geboren in Moskou, maar bracht zijn jeugd door in Orenburg en Tver. Hij kwam uit een relatief gegoede klasse. Zijn vader, officier in het leger en een geletterd man, stierf in 1788 en liet hem en zijn moeder echter berooid achter. Zijn moeder vertrok daarop naar de hoofdstad Sint-Petersburg, om een weduwepensioen in de wacht te slepen. Krylov was enige jaren ambtenaar, maar stopte daarmee toen zijn moeder stierf, in 1788. Tussen 1797 en 1801 woonde Krylov op het landgoed van prins Sergej Golitsyn. Toen deze tot gouverneur van Lijfland werd benoemd, volgde Krylov hem daarnaartoe. Na 1803 nam hij, ondanks een hechte vriendschappelijke band met zijn baas, ontslag. Het is onduidelijk wat Krylov gedaan heeft tussen 1803 en 1805. Het hardnekkige verhaal dat de ronde deed was dat Krylov zich verloor in het kaartspel en zo nu en dan op de vlucht moest wegens speelschulden. Van 1812 tot 1841 werkte Krylov bij de keizerlijke nationale bibliotheek, eerst als assistent, later als hoofd van de afdeling Russische boeken.

## Literaire carrière
Al in zijn jeugd probeerde Krylov voet aan de grond te krijgen bij het literaire establishment door diverse half literaire, half satirische tijdschriften te starten, toneelstukken te schrijven en te verkopen. Zijn eerste werk dateert uit 1783, toen hij een komedie aan een uitgever verkocht. Van de opbrengsten kocht hij het werk van Molière, Racine en Boileau. Waarschijnlijk beïnvloed door laatstgenoemde schrijvers produceerde hij het toneelstuk Philomela, waarmee hij zich toegang verschafte tot de coterie rond Jakov Knjazjnin, een van de leidende schrijvers van dat moment.
Tussen 1809 en 1843 schreef Krylov in totaal meer dan 200 fabels. Zijn vroege werk leunt zwaar op Aesopus en Jean de La Fontaine. Later slaat hij zijn eigen weg in. Zijn fabels gaan niet uitsluitend over menselijke zwakheden. Ook sociale misstanden in de Russische maatschappij en actuele situaties (zoals de veldtocht van Napoleon) komen aan de orde. Sommige fabels verschenen tientallen jaren na zijn dood omdat de onderwerpen eerder te gevoelig lagen.
Krylov maakte ook gebruik van de Russische spreektaal, en maakte zijn werk daarmee ook voor de gewone man toegankelijk. Vele zinsneden staan bij de Russen van nu nog steeds bekend als gevleugelde woorden. Ook wordt hij vaak om de hoge kwaliteit van zijn Russisch geprezen. In 1842 verscheen ook een Duitse vertaling van een aantal fabels.

## Waardering
Krylov werd reeds bij leven in hoge mate geëerd. In 1811 werd hij toegelaten tot de Russische Academie van Wetenschappen, later kreeg hij de gouden medaille. In 1838 vonden er onder keizerlijke auspiciën feestelijkheden plaats rond het eerste jubileum van zijn eerste bundel. Tot slot kreeg Krylov van de tsaar een genereus pensioen. In de Zomertuin in Sint-Petersburg bevindt zich een standbeeld voor Krylov. Dit standbeeld uit 1855 was het allereerste monument in Oost-Europa dat voor een dichter werd opgericht. De vier zijden van het voetstuk laten elk een scène uit zijn fabels zien.
Krylov was ook bevriend met Aleksandr Poesjkin; de eerste regel van Jevgeni Onegin is een bewerking van een zin van Krylov en kan uitgelegd worden als een eerbetoon.
Dat Krylov populair was, blijkt voorts uit het aantal verkochte bundels: toen hij in 1844 stierf, waren er 77.000 exemplaren van zijn verzamelde fabels verkocht, een ongekend aantal in die tijd.
Tot op de dag van vandaag staat Krylov bekend als dé Russische fabelschrijver.
- Bibsys: 90064628
- Biblioteca Nacional de España: XX990370
- Bibliothèque nationale de France: cb11910144z (data)
- CiNii: DA02166252
- Gemeinsame Normdatei: 118724886
- International Standard Name Identifier: 0000 0001 2276 9740
- Library of Congress Control Number: n50048857
- Nationale Bibliotheek van Letland: 000008895
- MusicBrainz: 56906c77-de8f-4623-ae0a-9fc83c4e6e6d
- Bibliotheek van het Japanse parlement: 00446428
- Nationale Bibliotheek van Tsjechië: jn20000700971
- Nationale bibliotheek van Australië: 35284124
- Nationale Bibliotheek van Israël: 987007302551605171
- Nationale Bibliotheek van Polen: a0000001180966
- Nationale en Universitaire bibliotheek Zagreb: 000096621
- Nederlandse Thesaurus van Auteursnamen: 070621500
- Réseau des bibliothèques de Suisse occidentale: 02-A000100243
- Russische Staatsbibliotheek: 000080038
- Istituto Centrale per il Catalogo Unico: SBLV141192
- LIBRIS: 212472
- SNAC: w64t7gb8
- Système universitaire de documentation: 055823602
- Trove: 897061
- Virtual International Authority File: 17224901
- WorldCat: E39PBJB4fqf6TMYF6vXKtKRFrq